# یورما کارهونن
یورما کارهونن (انگلیسی: Jorma Karhunen؛ ۱۷ مارس ۱۹۱۳ – ۲۱ ژانویه ۲۰۰۲ (۸۸ ساله) سرهنگ خلبان اف۲ای بوفالو نیروی هوایی فنلاند و جزو خلبانان تک‌خال جنگ جهانی دوم بود.